# Hans Werner Schmidt (Maler)

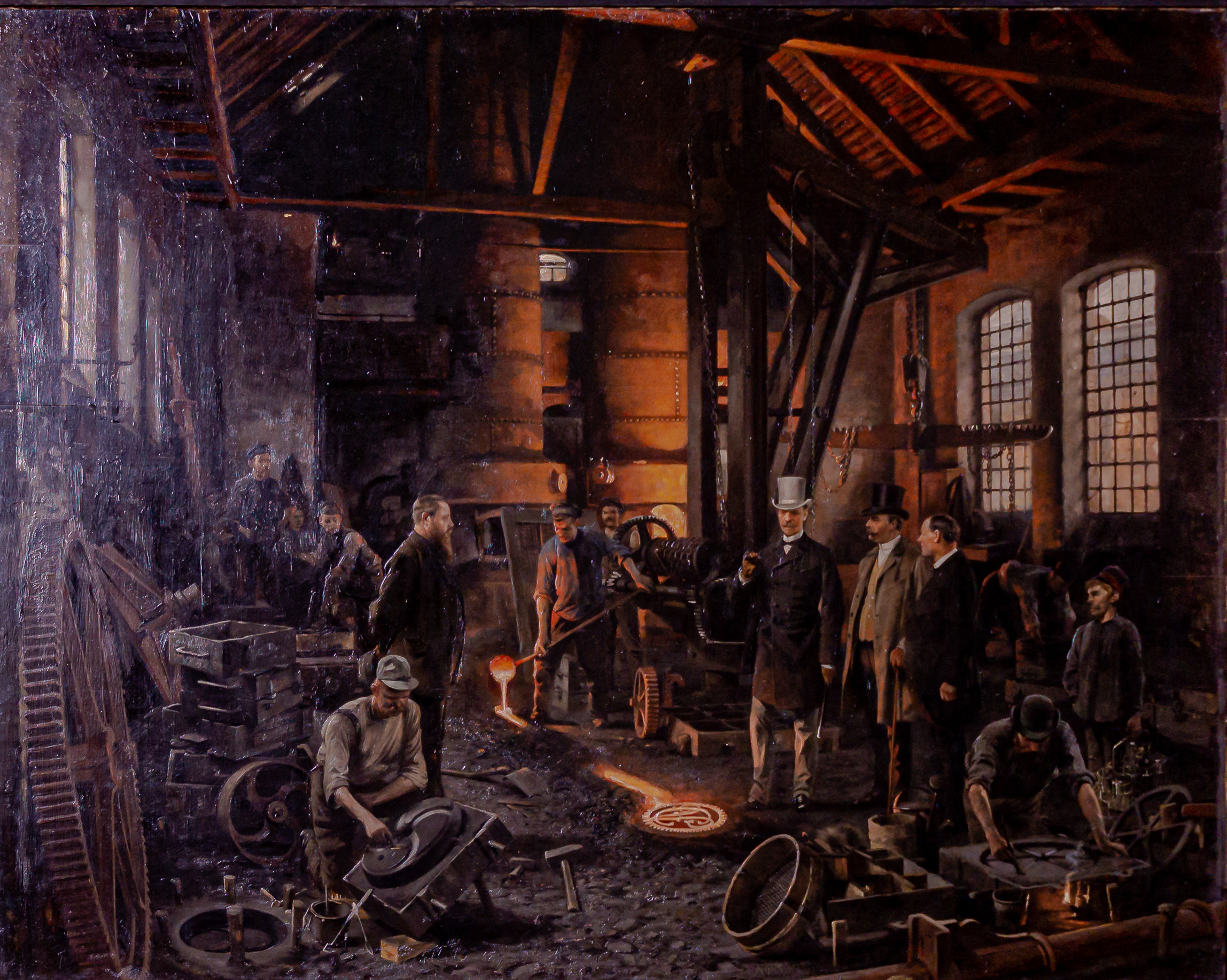
Hans W. Schmidt: Großherzog Carl Alexander in der Eißengießerei Stieberitz in Apolda, 1889

Hans Schmidt vollständiger Name Hans Werner Schmidt (* 6. Oktober 1859 in Hamburg; † 31. Mai 1950 in Weimar) war ein deutscher Maler, Illustrator und Radierer. Er schuf Figürliches, Landschaften und Abbildungen von Tieren, hauptsächlich aber Historienbilder vergangener und zeitgenössischer Ereignisse.

## Leben
Schmidt wuchs als Sohn einer Handwerkerfamilie in Hamburg auf und begann im Jahr 1879 an der Kunstschule Weimar zu studieren. Als Schüler der Maler Albert Brendel und Theodor Hagen wurde er 1885 zum Meisterschüler und 1903 zum Professor ernannt. Viele seiner Historiengemälde setzen sich mit Johann Wolfgang von Goethes Leben sowie wichtigen Ereignissen in der Geschichte der Stadt Weimar auseinander.
Während des Ersten Weltkrieges wirkte Schmidt als einer der eifrigsten Kriegsmaler. Neben eigenen Kriegszeichnungen fertigte er auch Druckvorlagen davon.
Zu Beginn der Weimarer Republik lieferte Schmidt Illustrationen zu verschiedenen Zeitungsberichten über die Weimarer Nationalversammlung. Anfang der 1930er Jahre schuf er „einen eindrucksvollen Gemäldezyklus mit Schlüsselszenen aus der städtischen Geschichte“ Weimars für die 1932 eingeweihte Weimarhalle: Die großformatigen Ölgemälde zeigen beispielsweise Lucas Cranach, Johann Friedrich der Großmütige, Johann W. Bach, Großherzog Carl Alexander und anderen. Ein Teil dieser seiner Gemälde wurde auch auf Postkarten wiedergegeben.
In der frühen Nachkriegszeit wurde anlässlich Schmidts 90. Geburtstag eine Sonderausstellung mit Werken des Künstlers in der Alt-Weimarer Buch- und Kunststube Schaller veranstaltet.

## Bekannte Werke (Auswahl)
- 1942: Goethe am Main